# 東部方面衛生隊
東部方面衛生隊（とうぶほうめんえいせいたい、JGSDF Eastern Army Medical Service）は、陸上自衛隊朝霞駐屯地（東京都練馬区）に駐屯する東部方面隊隷下の衛生科部隊である。

## 概要
隊長は1等陸佐（二）が充てられ、東部方面隊直轄部隊の衛生業務を任務とするほか、災害派遣や民生協力、国際貢献活動も行っている。

## 沿革
2002年（平成14年）3月27日：東部方面衛生隊を朝霞駐屯地に新編。

## 部隊編成
- 東部方面衛生隊本部
- 東部方面衛生隊本部付隊「東方衛-本」
- 第102野外病院隊「102野病」
- 第302救急車隊「302救」

## 主要幹部
| 官職名           | 階級    | 氏名   | 補職発令日     | 前職                       |
| ---------------- | ------- | ------ | -------------- | -------------------------- |
| 東部方面衛生隊長 | 1等陸佐 | 大野毅 | 2025年08月01日 | 自衛隊福岡病院診療技術部長 |

| 代 | 氏名       | 在職期間                        | 前職                                          | 後職                                              |
| -- | ---------- | ------------------------------- | --------------------------------------------- | ------------------------------------------------- |
| 01 | 加瀨勝一   | 2002年03月27日 - 2003年06月30日 | 自衛隊中央病院第1外科部長 兼 第4外科部長      | 自衛隊熊本病院長 兼 熊本駐屯地司令 （陸将補昇任） |
| 02 | 田付二郎   | 2003年07月01日 - 2005年07月31日 | 自衛隊中央病院外来診療科部長 兼 泌尿器科部長  | 自衛隊札幌病院第1外科部長                         |
| 03 | 久保田孝雄 | 2005年08月01日 - 2007年07月31日 | 自衛隊札幌病院外来診療科部長 兼 診療技術部長  | 防衛大学校総務部衛生課長 兼 自衛隊中央病院        |
| 04 | 牟田直     | 2007年08月01日 - 2009年07月31日 | 自衛隊福岡病院第1外科部長 兼 外来診療科部長   | 自衛隊福岡病院副院長 兼 企画室長                  |
| 05 | 丹羽浩之   | 2009年08月01日 - 2011年11月30日 | 陸上自衛隊衛生学校教育部長                    | 自衛隊札幌病院総務部長                            |
| 06 | 岩田克喜   | 2011年12月01日 - 2014年03月22日 | 対特殊武器衛生隊長                            | 自衛隊福岡病院付                                  |
| 07 | 牧範聡     | 2014年03月23日 - 2016年07月31日 | 陸上自衛隊研究本部研究員                      | 陸上自衛隊研究本部主任研究開発官                  |
| 08 | 向井保雄   | 2016年08月01日 - 2019年03月22日 | 部隊医学実験隊長 兼 自衛隊中央病院第1内科勤務 | 自衛隊中央病院 リハビリテーション科部長           |
| 09 | 近野敏之   | 2019年03月23日 - 2021年11月30日 | 陸上幕僚監部衛生部薬務班長                    | 陸上自衛隊関東補給処勤務（用賀）                  |
| 10 | 相羽寿史   | 2021年12月01日 - 2023年03月29日 | 自衛隊中央病院第2歯科部長                     | 自衛隊中央病院第1歯科部長 （陸将補昇任）          |
| 11 | 松田桃子   | 2023年03月30日 - 2025年07月31日 | 中部方面総監部装備部後方運用課長              | 自衛隊栃木地方協力本部長                          |
| 12 | 大野毅     | 2025年08月01日 -                | 自衛隊福岡病院診療技術部長                    |                                                   |

## 主要装備
- 病院天幕
- 野外手術システム
- 1トン半救急車
- 1/2tトラック / 73式小型トラック
- 1 1/2tトラック / 73式中型トラック
- 3 1/2tトラック / 73式大型トラック
- 89式5.56mm小銃
- 9mm拳銃